# Jawajczycy

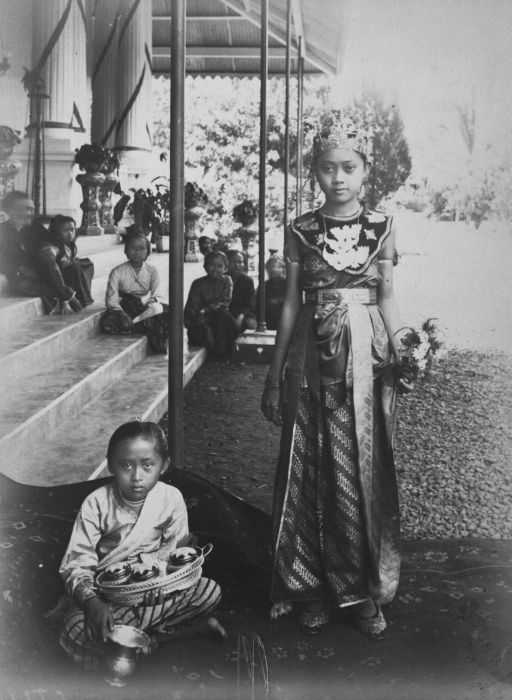
Córka jawajskiego arystokraty (koniec XIX wieku)

Jawajczycy (jaw. ngoko wong Jawa, krama tiyang Jawi) – najliczniejszy lud Indonezji, mieszkający głównie w środkowej i wschodniej Jawie.
Jawajczycy tradycyjnie koncentrują się na obszarach trzech prowincji: Jawy Wschodniej, Jawy Środkowej i Yogyakarty, jednak za sprawą programów transmigracyjnych prowadzonych przez rząd Indonezji mieszkają także w innych prowincjach. Według spisu ludności z 2010 roku ich liczebność wynosi ok. 95 mln. Skupiska ludności pochodzenia jawajskiego zamieszkują także Surinam, Nową Kaledonię i Holandię oraz Singapur i Malezję (gdzie podlegają asymilacji na korzyść tożsamości malajskiej). Są blisko spokrewnieni z Sundajczykami.

## Język
Większość Jawajczyków zamieszkujących Indonezję jest dwujęzyczna – władają zarówno językiem jawajskim, jak i narodowym indonezyjskim.
Ich pierwszy język – jawajski – jest największym językiem regionalnym w Indonezji, a zarazem najczęściej używanym językiem austronezyjskim, jeśli chodzi o liczbę rodowitych użytkowników. Jawajczycy, którzy wychowali się poza regionem Jawy lub których rodzice posługują się różnymi dialektami jawajskiego, często preferują indonezyjski jako swój główny język. Jawajski traci na znaczeniu również w rodzinach o mieszanym pochodzeniu etnicznym. 

## Rodzina
Tradycyjnie Jawajczycy należą do grup etnicznych z kręgu patrylinearnego systemu pokrewieństwa. System ten jest używany szczególnie podczas nadawania imion arystokracji.

## Religia
Zdecydowana większość Jawajczyków deklaruje się jako wyznawcy islamu, na który zaczęli się na nawracać od XIV wieku; według jawajskiej tradycji było to za sprawą dziewięciu misjonarzy zwanych Wali Sanga, którzy wybudowali pierwszy meczet w Sułtanacie Demak. Gminy wyznawców chrześcijaństwa (właściwie tylko protestantyzm i katolicyzm) skoncentrowane są w Surakarcie, Magelang i Yogyakarcie. Wśród Jawajczyków znaleźć można również wyznawców buddyzmu i hinduizmu.
Duża część Jawajczyków wyznaje również animistyczną religię kejawen. Są to animistyczne rytuały, z dużymi wpływami buddyzmu i hinduizmu, a także (choć w znacznie mniejszym stopniu) islamu. Wpływy z kultur zewnętrznych zostały przez Jawajczyków wchłonięte i zinterpretowane zgodnie z tradycyjnymi wartościami tego ludu, tworząc unikatową mieszankę.

## Zajęcie
W Indonezji Jawajczyków można znaleźć w każdym zawodzie, a szczególnie w administracji publicznej i wojsku. Tradycyjnie był to lud rolniczy. Rozwój rolnictwa uzależniony był zwłaszcza od żyznych, wulkanicznych gleb, pokrywających Jawę.